# Bảng tổng sắp huy chương Thế vận hội Mùa hè 1968
Dưới đây là toàn bộ Bảng tổng sắp huy chương Thế vận hội Mùa hè 1968 diễn ra tại Thành phố México, México. Thứ hạng của bảng tổng sắp đầu tiên dựa vào số huy chương Vàng mỗi quốc gia giành được, sau đó đến số huy chương Bạc và cuối cùng là huy chương Đồng. Nếu số huy chương mỗi loại của nhiều quốc gia như nhau, các quốc gia đó sẽ có cùng thứ hạng và xếp danh sách theo thứ tự bảng chữ cái.
| Hạng                | NOC                 | Vàng | Bạc | Đồng | Tổng số |
| ------------------- | ------------------- | ---- | --- | ---- | ------- |
| 1                   | Hoa Kỳ              | 45   | 28  | 34   | 107     |
| 2                   | Liên Xô             | 29   | 32  | 30   | 91      |
| 3                   | Nhật Bản            | 11   | 7   | 7    | 25      |
| 4                   | Hungary             | 10   | 10  | 12   | 32      |
| 5                   | Đông Đức            | 9    | 9   | 7    | 25      |
| 6                   | Pháp                | 7    | 3   | 5    | 15      |
| 7                   | Tiệp Khắc           | 7    | 2   | 4    | 13      |
| 8                   | Tây Đức             | 5    | 11  | 10   | 26      |
| 9                   | Úc                  | 5    | 7   | 5    | 17      |
| 10                  | Anh Quốc            | 5    | 5   | 3    | 13      |
| 11                  | Ba Lan              | 5    | 2   | 11   | 18      |
| 12                  | România             | 4    | 6   | 5    | 15      |
| 13                  | Ý                   | 3    | 4   | 9    | 16      |
| 14                  | Kenya               | 3    | 4   | 2    | 9       |
| 15                  | México              | 3    | 3   | 3    | 9       |
| 16                  | Nam Tư              | 3    | 3   | 2    | 8       |
| 17                  | Hà Lan              | 3    | 3   | 1    | 7       |
| 18                  | Bulgaria            | 2    | 4   | 3    | 9       |
| 19                  | Iran                | 2    | 1   | 2    | 5       |
| 20                  | Thụy Điển           | 2    | 1   | 1    | 4       |
| 21                  | Thổ Nhĩ Kỳ          | 2    | 0   | 0    | 2       |
| 22                  | Đan Mạch            | 1    | 4   | 3    | 8       |
| 23                  | Canada              | 1    | 3   | 1    | 5       |
| 24                  | Phần Lan            | 1    | 2   | 1    | 4       |
| 25                  | Na Uy               | 1    | 1   | 0    | 2       |
| 25                  | Ethiopia            | 1    | 1   | 0    | 2       |
| 27                  | New Zealand         | 1    | 0   | 2    | 3       |
| 28                  | Tunisia             | 1    | 0   | 1    | 2       |
| 29                  | Venezuela           | 1    | 0   | 0    | 1       |
| 29                  | Pakistan            | 1    | 0   | 0    | 1       |
| 31                  | Cuba                | 0    | 4   | 0    | 4       |
| 32                  | Áo                  | 0    | 2   | 2    | 4       |
| 33                  | Thụy Sĩ             | 0    | 1   | 4    | 5       |
| 34                  | Mông Cổ             | 0    | 1   | 3    | 4       |
| 35                  | Brasil              | 0    | 1   | 2    | 3       |
| 36                  | Hàn Quốc            | 0    | 1   | 1    | 2       |
| 36                  | Bỉ                  | 0    | 1   | 1    | 2       |
| 36                  | Uganda              | 0    | 1   | 1    | 2       |
| 39                  | Cameroon            | 0    | 1   | 0    | 1       |
| 39                  | Jamaica             | 0    | 1   | 0    | 1       |
| 41                  | Argentina           | 0    | 0   | 2    | 2       |
| 42                  | Đài Loan            | 0    | 0   | 1    | 1       |
| 42                  | Hy Lạp              | 0    | 0   | 1    | 1       |
| 42                  | Ấn Độ               | 0    | 0   | 1    | 1       |
| Tổng số (44 đơn vị) | Tổng số (44 đơn vị) | 174  | 170 | 183  | 527     |